# Renilla amethystina
Renilla amethystina is een Pennatulaceasoort uit de familie van de Renillidae. De wetenschappelijke naam van de soort is voor het eerst geldig gepubliceerd in 1864 door Verrill.